# Lafontaine (Québec)
Lafontaine est une ancienne municipalité du Québec (Canada). Cette municipalité fait aujourd’hui partie de la municipalité de Saint-Jérôme et en est l'un des quatre secteurs. Le secteur correspond au nord-est de la ville, à compter du nord de la rue Bélanger et sur la rive est de la rivière du Nord.

## Histoire
Fondée à l'est de la Rivière du nord en 1796, Lafontaine a été peuplé par des citoyens provenant des Basses-Laurentides et de Terrebonne. C'est en 1958 qu'elle fut créé en tant que municipalité de village. Elle fut parti de la paroisse de Saint-Jérôme. ce fut un secteur agricole. Lafontaine a été fusionné à Saint-Jérôme le 1er janvier 2002 lors des réorganisations municipales québécoises. Les municipalités de Bellefeuille et de Saint-Antoine ont aussi été fusionnées à Saint-Jérôme à cette occasion. La municipalité comptait 9 477 habitants au moment de la fusion.

## Appellation
L'appellation Lafontaine fait référence à Louis-Hippolyte Lafontaine (1807–1864)  qui fut le troisième premier ministre du Canada-Est de 1842 à 1843 et de 1848 à 1851.

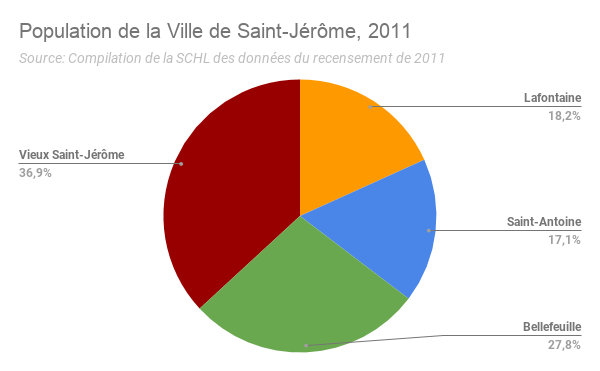
Avec 12470 habitants en 2011, le secteur Lafontaine représentait 18,2 % de la population de Saint-Jérôme, totalisant 68390 habitants.

## Démographie
En 2001, le secteur Lafontaine comptait une population de 9 477 habitants. Dix ans plus tard, en 2011, celle-ci grimpe, pour atteindre 12 470 habitants, selon le recensement de 2011.

## Divers
Dans la chanson « Jolie Louise », Daniel Lanois parle d'une maison à Lafontaine.

## Sources
Une ville, quatre secteurs (Ville de Saint-Jérôme): http://www.vsj.ca/fr/une-ville-quatre-secteurs.aspx

## Référence
1. ↑  « Isabelle Boulay - Jolie Louise (Lyrics) » [vidéo], sur YouTube (consulté le 21 avril 2023).